# Philosophe
« Philosophes » redirige ici. Pour les philosophes des Lumières, voir Philosophe (Lumières).
Pour un article plus général, voir Philosophie.
Pour l’article ayant un titre homophone, voir Filozof.
Un philosophe (du grec ancien φιλόσοφος / philósophos, en latin philosophus) est une personne qui pratique la philosophie.
Au sens classique, un philosophe est une personne qui vit selon un certain mode de vie en se concentrant sur la résolution de questions existentielles relatives à la condition humaine.[citation nécessaire] Au sens moderne, un « philosophe » est un professionnel qui enseigne la philosophie. Il peut être chercheur ou également enseignant-chercheur.

## Concept

### Origines

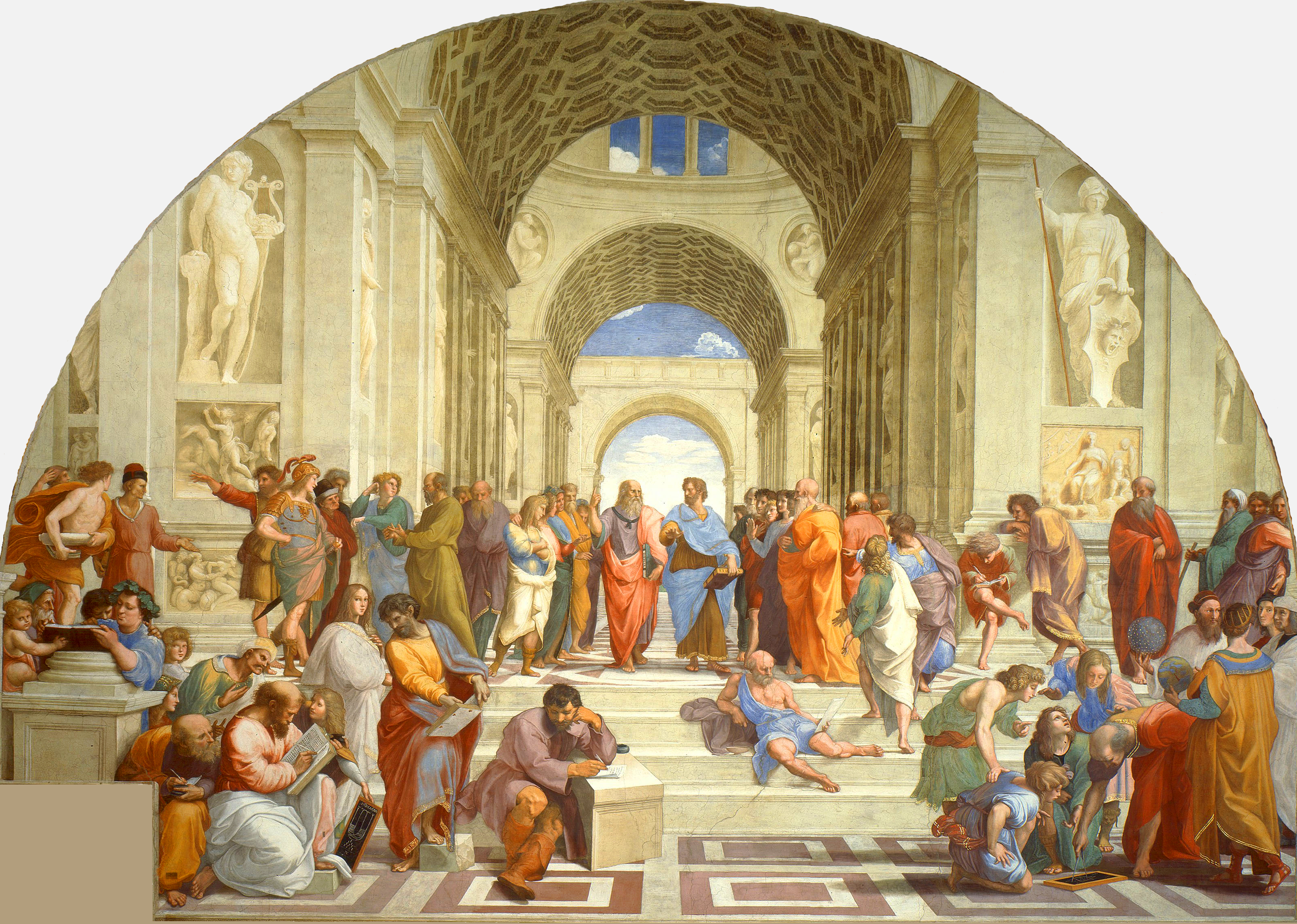
L'École d'Athènes de Raphaël (1511).

L'origine du mot « philosophe » est inconnue. Au IVe siècle av. J.-C., Héraclide du Pont attribue la création du mot « philosophe » à Pythagore. Ce dernier ne se présentait pas comme un « sage » (σοφός / sophós), mais comme « amoureux de la sagesse » (φιλόσοφος / philósophos). Aétius va dans le sens d'Héraclite du Pont, et écrit que Pythagore « fut le premier à employer le terme de 'philosophie' »,. Cette origine pythagoricienne a été acceptée dès l'Antiquité : Cicéron écrit par exemple, dans les Tusculanes : « Léon lui demanda sur quel art il s'appuyait ; Pythagore répondit qu'il ne connaissait pas un seul art, mais qu'il était philosophe. Léon s'étonna de ce mot nouveau ».
Le terme de « philosophe » traduit alors une forme de modestie : le philosophe ne se considère pas comme un sage, mais comme un apprenti en sagesse, un amateur de connaissances profondes des conséquences de ses actes, de ses paroles et tend à la maîtrise de soi-même.
Platon joue un rôle important dans la popularisation du terme. S'il n'a jamais écrit de dialogue qui définisse le philosophe et la philosophie, il offre aux lecteurs le personnage de Socrate, représentant de la philosophie. Afin de faire ressortir la différence entre la philosophie et la sophistique, Platon écrit des joutes entre Socrate et des sophistes, définis comme des individus qui ne cherchent pas à faire triompher la vérité, mais un point de vue particulier. Il distingue le sage, qui ne peut qu'être une divinité et jamais un homme, de l'amoureux de la sagesse, qui lui est bien humain : « l'appeler sage, c'est, selon moi du moins, employer une expression ambitieuse et qui ne convient qu'aux Divinités. Mais l'appeler ami de la sagesse, « philosophe », ou d'un nom analogue, à la fois lui irait davantage et serait mieux dans la note » (Phèdre). Ainsi, le philosophe est celui qui « aspire à apprendre », l'homme qui désire savoir de façon droite, l'amoureux de connaissance, le « philomathe ».

### Polysémie
La désignation de philosophe est polysémique, et a varié selon les époques. Au sens antique, le philosophe est la personne qui « cherche la vérité et cultive la sagesse », comme Socrate et Platon, Épicure, Lucrèce ou encore Épictète et Sénèque. Au sens moderne, le philosophe est un intellectuel qui contribue dans une ou plusieurs branches de la philosophie, telles que l'éthique, la logique, la métaphysique, la théorie sociale ou encore la philosophie politique.
Certains penseurs ou auteurs rangés au rang des « philosophes » dans les programmes scolaires ne revendiquaient pas cette étiquette ou la rejetaient explicitement, parfois au nom d'une autre discipline, par exemple Freud et Marx. D'autres considéraient leurs activités scientifiques comme philosophiques ou vice-versa, parmi lesquels Pythagore, Aristote, Avicenne, Descartes, Pascal, Leibniz ou Russell.
Gilles Deleuze et Félix Guattari, dans Qu'est-ce que la philosophie ?, définissent le philosophe comme celui qui crée des concepts. Il travaille des idées de manière rigoureuse pour engager une pensée conceptuelle et critique. Il prend ainsi appui sur les concepts légués par les autres philosophes et systèmes de pensée. À ce titre, Aristote, Descartes, Pascal, Leibniz, Spinoza, etc., sont tous philosophes.
Les frontières de la philosophe étant floues, les caractéristiques déterminantes du philosophe le sont aussi. Si Bouddha est avant tout une figure religieuse, certains écrits bouddhistes peuvent avoir une teneur philosophique importante ; on parle alors de philosophie bouddhiste.

## Figures historiques

### Philosophes fondateurs
L'histoire de la philosophie en tant que discipline retrace les origines et les causes de l'émergence de modes de pensée philosophiques dans le monde. S'il est difficile de déterminer l'identité d'un premier philosophe, plusieurs auteurs ont tracé une généalogie de la pensée philosophique depuis l'Antiquité. Pour Bertrand Russell, dans son Histoire de la philosophie occidentale, Pythagore et Thalès figurent parmi les premiers amoureux de la sagesse à avoir déployé une pensée philosophique. Rompant avec les explications purement théologiques de la cosmogonie, ils mènent une enquête sur les causes et la nature des phénomènes.
Ces philosophes sont suivis, souvent dans leur propre sillage, par des disciples directs ou indirects, tels que Parménide, Zénon d'Élée, Héraclite d'Éphèse, Anaximandre, et tous ceux désignés comme des présocratiques. Empédocle, Philolaos, Archytas, Leucippe, Anaxagore, et l'imposant Démocrite, complètent la généalogie des plus importants philosophes avant que Platon ne fasse de Socrate la figure tutélaire de la philosophie antique.

### Figures majeures
Les philosophes présocratiques n'ont toutefois qu'une fécondité limitée par rapport à plusieurs philosophes antiques post-socratiques, qui modèlent les canons de la philosophie et de la démarche philosophique, au moins en Occident, au Moyen-Orient et en Asie mineure. Platon, qui fonde l'Académie, enseigne et diffuse des dialogues qui assurent un enseignement didactique de la philosophie durant les millénaires qui suivent. Alfred North Whitehead a ainsi écrit que « la philosophie européenne n’est qu’une suite de notes de bas de page aux dialogues de Platon ». Son disciple, Aristote, fonde le Lycée et élabore une pensée inductive, il fabrique la métaphysique, science des causes de l'être, dont l'ontologie est la science première. Il connaît également une immense postérité, notamment par le biais de la philosophie chrétienne, et est parfois appelé prince des philosophes.
On fait souvent débuter la modernité philosophique avec les travaux de René Descartes, qui révolutionne la philosophie en rompant avec la scolastique (philosophie médiévale), et fonde le rationalisme moderne et le cogito (le moi pensant). Emmanuel Kant est aussi considéré comme l'un des plus grands philosophes, du fait du caractère étendu et de la profondeur de ses réflexions. On peut aussi citer Georg Hegel, qui construit le dernier système total en percevant dans l'histoire le mouvement de l'être (La Raison dans l'histoire), Karl Marx qui tâche de transformer l'histoire plutôt que de la penser, Nietzsche qui annonce la mort de Dieu et de tous les systèmes, Heidegger qui revient sur l'histoire de la philosophie comme histoire de l'oubli de l'être.

### Femmes philosophes
Les femmes philosophes sont moins bien connues, mais présentes tout au long de l'histoire de la philosophie occidentale : Hypatie et Hipparchia sont des philosophes de l'Antiquité grecque, Élisabeth de Bohême et Mary Wollstonecraft se sont illustrées pendant la période moderne. Elles sont encore plus présentes au XXe siècle, avec des figures comme Simone de Beauvoir (une des fondatrices de la philosophie féministe), Simone Weil, Hannah Arendt ou G. E. M. Anscombe. Les femmes philosophes sont également présentes dans d'autres traditions philosophiques, comme Maitreyi ou Gargi Vachaknavi pour l'Inde ancienne.
Dans cette discipline, les femmes sont peu citées. De nombreuses philosophes sont très actives dans les universités : Marion Bernard, Elsa Dorlin, Aurélie Knüfer et beaucoup d'autres.

## Histoire

### Antiquité
Le philosophe fait de la philosophie une activité libre à laquelle il consacre sa vie. La philosophie suppose un certain genre de vie, ou un art de vivre. Pythagore, là aussi, intervient. Il se distingue par un genre de vie, « le genre de vie pythagoricien » (βίος πυθαγορικός / bíos puthagorikós). Et, il distingue trois genres de vie : l'action, le gain (ou la gloire), la contemplation.

« Lorsque Léon, le tyran de Phlionte, lui demanda qui il était, il répondit : 'un philosophe' [φιλόσοφος / philósophos : amoureux de la sagesse]. Et il disait que la vie ressemble à une panégyrie [assemblée de tout le peuple]. De même que certains s'y rendent pour concourir, d'autres pour faire du commerce, alors que les meilleurs sont ceux qui viennent en spectateurs, de même, dans la vie, les uns naissent esclaves et chassent gloire et richesses, les autres naissent philosophes et chassent la vérité. »

L'Antiquité a médité sur le thème de l'accord entre la pensée et la vie. Platon, dans le Lachès (188 d) parle de « la vie qui mettra les actes à l'unisson avec les paroles ». Épictète, dans ses Entretiens (I, 29, 55-57) y insiste : « Ne peux-tu pas appliquer ce qu'on t'a enseigné ? Les raisonnements, ce n'est pas ce qui manque ; les livres sont pleins de ceux des stoïciens. Qu'est-ce qui manque donc ? L'homme qui les appliquera, qui, par la pratique, rendra témoignage pour eux. Prends ce rôle pour que nous n'ayons plus à nous servir, dans l'école, de l'exemple des Anciens, mais que nous ayons aussi des exemples de notre temps. »
Platon donne comme origine au philosophe l'étonnement (θαυμάζω / thaumázō, « voir avec étonnement ou admiration ») : « Cet état, qui consiste à s'émerveiller, est tout à fait d'un philosophe. » Ensuite, sur le « naturel philosophe », il donne le trait caractéristique, dans La République (II, 376c) : il y a « désir de connaître et amour du savoir, ou philosophie ». Et, cette activité consiste à chercher le Vrai, le Beau, le Juste, donc des valeurs, des normes, des principes, des idéaux, par-delà les choses sensibles, cela avec une sagesse et dans une perception globale. D'une part, « le philosophe a envie de sagesse, non d'une sagesse et pas d'une autre, mais de la totalité de ce qu'elle est ». D'autre part, il parvient à une vue synoptique : il prend « une vue d'ensemble de ce qui est disséminé ». Finalement, Platon oppose deux modes de vie : la vie active et la vie contemplative, mais lui-même a mené une vie contemplative axée sur la vision du Beau ou du Bien, et une vie active marquée par la fondation de l'Académie et ses efforts pour conseiller un État juste à Syracuse.
Aristote insiste sur le désir de savoir, commun aux hommes, mais central chez le philosophe : « Tous les hommes désirent naturellement savoir ». Plus précisément, pour Aristote, le philosophe est un chercheur universel : il possède la totalité du savoir, mais seulement au niveau des principes les plus élevés (par exemple, la loi logique de non-contradiction) et des causes premières et les plus générales (par exemple, la cause motrice, la nécessité) ; profond : il pense des choses difficiles, abstraites, générales, éloignées des sens, comme l'Être ; précis ; instructif ; désintéressé : il veut savoir dans le seul but de savoir, savoir ce qui est universel et nécessaire ; enfin, dominant : « il ne faut pas que le philosophe reçoive, mais qu'il donne des lois ». Finalement, « si le bonheur est la sagesse, il est manifeste que c'est aux seuls philosophes qu'il appartiendra de vivre heureux ».
Une révolution dans notre conception du philosophe grec a été faite par Pierre Hadot. Il a démontré que, pour les Anciens, le philosophe se signale moins par des opinions, des théories, que par un « enseignement oral » et par un « mode de vie ». « Cet enseignement oral, et les œuvres écrites qui en émanent, ne communiquent pas un savoir tout fait, mais ils sont destinés avant tout à former un savoir-faire, à un savoir discuter, à un savoir parler, qui permettra au disciple de s'orienter dans la pensée, dans la vie de la cité, ou dans le monde. (…) La philosophie est un mode de vie qui comporte comme partie intégrante un certain mode de discours. » Socrate veut « rendre meilleurs » les hommes ; chez Platon, « la dialectique n'est pas seulement un exercice logique, mais c'est le dialogue de deux âmes qui ne s'élèvent vers le bien que parce qu'elles s'aiment » ; chez Aristote « la vie théorétique n'est pas une pure abstraction, mais une vie de l'esprit ».

### Fin de l'Antiquité

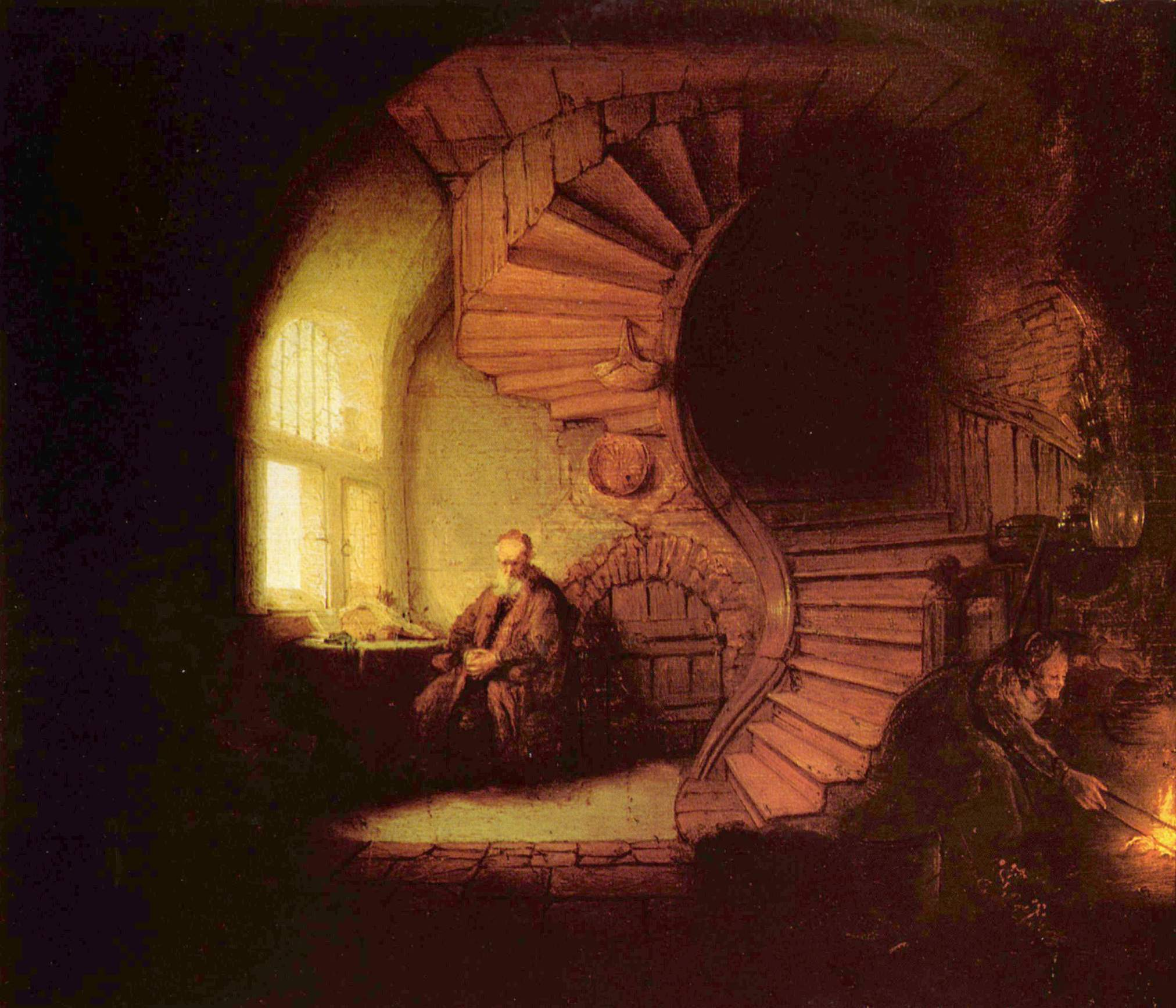
Philosophe en méditation, par Rembrandt, 1632.

À la fin de l'Antiquité, depuis le IIIe siècle av. J.-C. jusqu'à la fin du Ve siècle, le mot « philosophe » prend fréquemment le sens de « docteur ès sciences occultes ». « C'est un titre dont les alchimistes aimaient particulièrement se parer ». Un grand nombre de philosophes se lancent dans la théurgie (Jamblique, Proclos), la magie (Apulée), l'alchimie (Synésios, Olympiodore d'Alexandrie le Jeune), l'astrologie, la numérologie… Inversement, les mages (Nigidius Figulus, Apollonius de Tyane, Maxime d'Éphèse), les alchimistes (Bolos de Mendès, Zosime de Panopolis), les hermétistes du Corpus Hermeticum se disent « philosophes » ou « pythagoriciens ». Hermès Trismégiste, autorité mythique des hermétistes et des alchimistes, sera appelé « le Père des philosophes », « très ancien théologien et excellent philosophe » ou « grand philosophe, prêtre et roi », et Zosime de Panopolis, le premier grand alchimiste (vers 300), est appelé « la couronne des philosophes ».
Les hermétistes prétendent représenter la vraie philosophie : « Il n'y aura plus, après nous, aucun amour sincère de la philosophie, laquelle consiste dans le seul désir de mieux connaître la divinité par une contemplation habituelle et une sainte piété. Car beaucoup la corrompent d'une infinité de manières… Par un astucieux travail, ils la mêlent à diverses sciences inintelligibles, l'arithmétique, la musique et la géométrie. Mais la pure philosophie, celle qui ne dépend que de la piété envers Dieu, ne doit s'intéresser aux autres sciences que pour admirer comment le retour des astres à leur position première, leurs stations prédéterminées et le cours de leurs révolutions solaires obéissent à la loi des nombres et pour se trouver (…) portée à admirer, adorer et bénir l'art et l'intelligence de Dieu ».

### Moyen Âge
Même si l'expression est postérieure au Moyen Âge, la fameuse théorie de la « philosophie servante de la théologie » (philosophia ancilla theologiae) remonte à la fin du IIe siècle, avec Clément d’Alexandrie, dans les Strômates (I, 5). « Dieu est le principe de toutes choses bonnes, les unes immédiatement, comme l'ancien et le nouveau Testament, les autres comme secondairement, comme la philosophie. Peut-être même la philosophie a-t-elle été donnée aux Grecs au même titre de l'Écriture [sainte], avant que le Seigneur les appelât. La philosophie est donc une étude préparatoire, c'est elle qui ouvre la route à celui que Jésus-Christ mène à la perfection. Sans doute la Vérité n'a qu'une voie, mais d'autres ruisseaux lui arrivent de divers côtés, et se jettent dans son lit comme dans un fleuve éternel ».
Cette expression sera reprise par Thomas d'Aquin au XIIe siècle, pendant la période dite scolastique. Durant cette période, la théologie avait pris le pas sur la philosophie. Cependant, après l'entrée d'Aristote en théologie, les théologiens se mirent à la réflexion philosophique. Ils se nommèrent eux-mêmes des philosophantes (des théologiens philosophants). Le pape Grégoire IX, par la bulle Parens scientiarum (Père des sciences), exige « que les maîtres de théologie ne jouent pas aux philosophes » (nec philosophos se ostentent), à plus forte raison les maîtres ès-arts.
La question selon laquelle il existerait une « philosophie chrétienne » fait encore débat. « Laquelle, de la raison ou de la foi, doit diriger l'autre ? » Les options sont contradictoires. Dès son premier livre, en 386, Saint Augustin met le doigt sur le problème de méthode ou de croyance qui se pose à un philosophe chrétien : « faut-il suivre la voie de la foi (via fidei) ou la voie du raisonnement (via rationis) ? » Il choisit les deux : « Je désire ardemment saisir la vérité non seulement par la foi mais encore par l’intelligence ». Plusieurs combinaisons sont possibles : foi seule (Pierre Damien), intelligence seule (Pierre Abélard), priorité à la foi (Boèce, Thomas d’Aquin), priorité à l’intelligence (Roger Bacon), foi en quête d’intelligence (Augustin, Anselme de Cantorbéry), foi et intelligence en complémentarité, en autonomie (Lanfranc de Pavie) ou peut-être même en contradiction (Averroès, Boèce de Dacie et Siger de Brabant, selon une tradition qui parle — à tort — de « double vérité »). Force est de reconnaître que les principaux philosophes du Moyen Âge sont, quant à leur statut, moines, prêtres, papes, et, quant à leur spécialité, théologiens.

### Renaissance
- Laurence Boulègue (dir.), Commenter et philosopher à la Renaissance : Tradition universitaire, tradition humaniste, Presses Universitaires du Septentrion, 2016, 314 p. (ISBN 978-2-7574-1422-4, lire en ligne)

### Philosophes à l'époque des Lumières
Le mouvement philosophique des Lumières voit émerger une nouvelle figure de philosophes, qui réfléchit à l'organisation du monde, notamment dans le domaine politique, et y prend position, souvent en faveur d'une plus grande autonomie politique du sujet pensant. La figure du philosophe est celle décrite par Emmanuel Kant dans Qu'est-ce que les Lumières ? : il faut savoir « oser penser » (sapere aude). Le philosophe des Lumières croit au progrès, il pratique le libre examen, il conteste la religion révélée.
Ainsi, comme l'écrit Yvon Belaval dans Histoire de la philosophie, « la physionomie du philosophe se transforme : moins théologien, moins savant, il est, de plus en plus, l'honnête homme qui se tient au courant de l'avancement des sciences, prend parti dans toutes les querelles, se passionne pour les questions politiques en théorie ou par l'action, et, surtout, devient homme de lettres : la philosophie, désormais, s'exprime par des contes, par le théâtre, par des romans. La question reste ouverte de savoir si les philosophes jouent vraiment un rôle. La fin du siècle (répondra) en philosophie théorique, pure, par Kant, et, en pratique, par la Révolution française ».
Émergent à cette époque des grandes figures de la philosophie comme Montesquieu, Voltaire, Denis Diderot, Jean-Jacques Rousseau, Jean le Rond d'Alembert, Helvétius, d'Holbach ; en Angleterre, Toland et Hume ; en Allemagne : Wolff, Lessing et Kant. Ce dernier fait parfois figure de modèle du philosophe des Lumières. Charles Peirce caractérise a posteriori le philosophe à partir de la figure de Kant : « Kant possédait à un haut degré les sept qualités mentales d'un philosophe : 1) aptitude à discerner ce qui est donné à sa conscience, 2) originalité inventive, 3) puissance de généralisation, 4) subtilité, 5) sévérité critique, 6) démarche systématique, 7) énergie, diligence, persévérance et dévotion exclusive à la philosophie ».
Plusieurs philosophes, œuvrant dans d'autres domaines que la pensée philosophique, ont contribué à l'essor du nouveau monde. Adam Smith est un philosophe moral et économiste qui fait la promotion de la libre entreprise et du modernisme. Ou encore Edmund Burke, un homme politique irlandais, pour qui une réforme devait se baser sur les traditions. Ralph Waldo Emerson, un écrivain américain, aborda le thème de vivre en harmonie avec la nature. Auguste Comte, un Français, regardait chaque science pour y faire valoir leur propre méthodologie.

### Philosophes de l'époque contemporaine

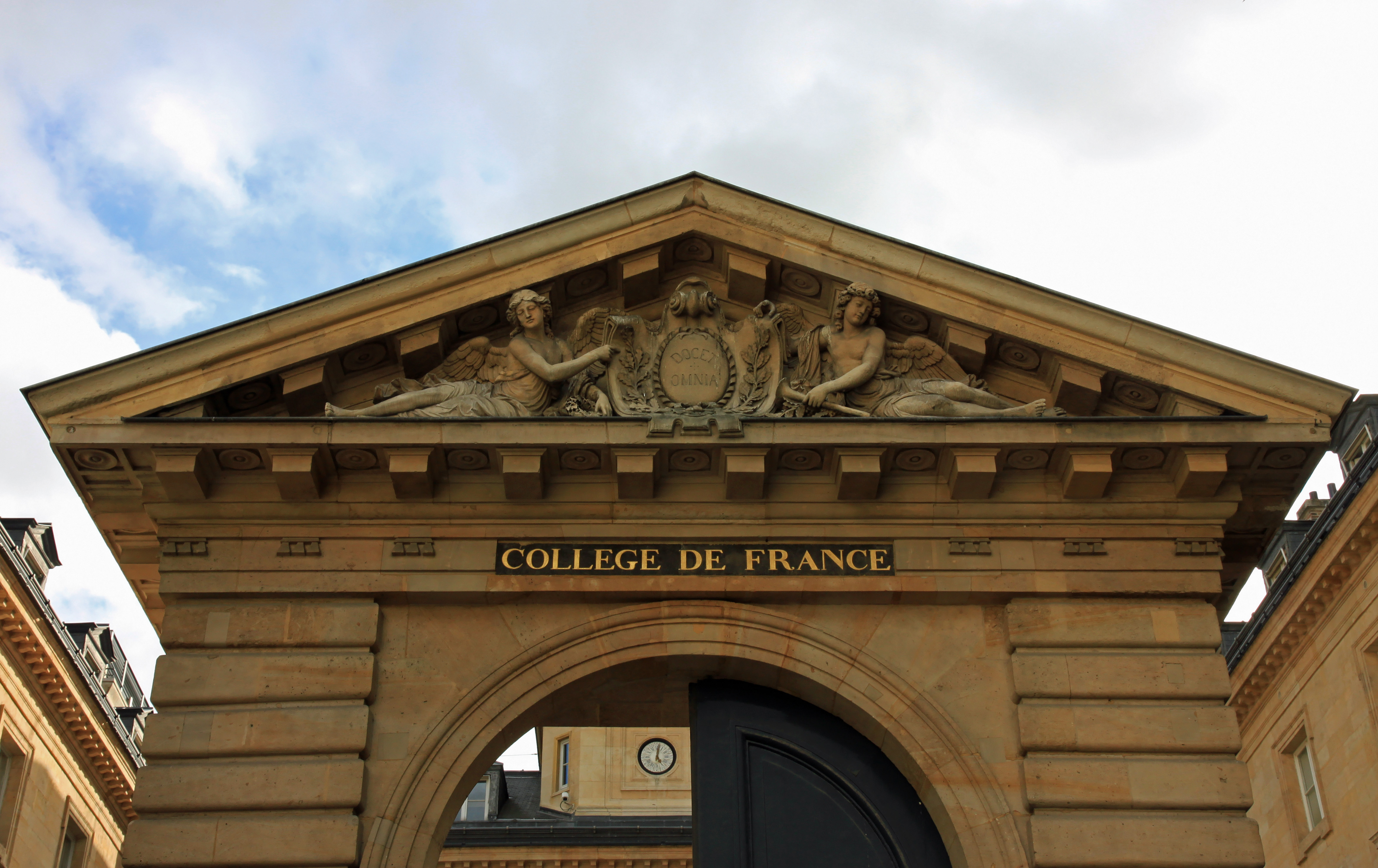
Le Collège de France à Paris, où enseignèrent Claude Lévi-Strauss, Jules Vuillemin et Michel Foucault.

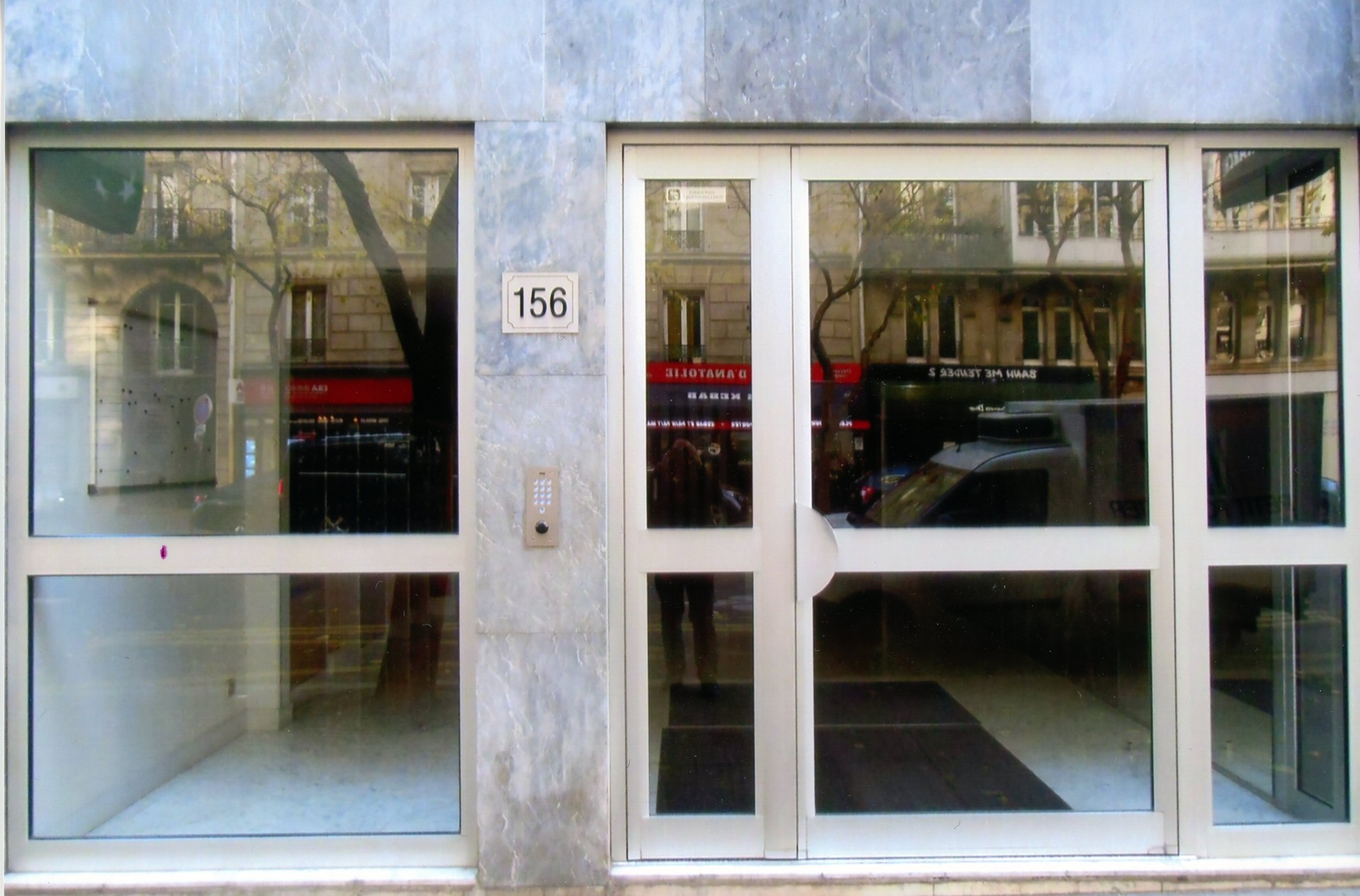
Le Centre de Recherches Phénoménologiques et Herméneutiques du CNRS, dirigé par Paul Ricœur, avenue Parmentier à Paris.

L'époque contemporaine voit émerger une nouvelle figure du philosophe. On trouve notamment, en France, les philosophes enseignants-chercheurs universitaires, tels que Claude Lévi-Strauss, Paul Ricœur, Michel Foucault, Jules Vuillemin, ou encore Jacques Derrida. Luc Ferry retient, parmi les philosophes modernes, plusieurs traits. Il considère que, tout d'abord, les philosophes contemporains ne cherchent plus à « forger un « système » philosophique ». Aussi, les philosophes contemporains ne chercheraient plus tant à construire de nouveaux systèmes qu'à opérer une déconstruction critique des grandes philosophiques qui les ont précédés, dont notamment « l'idéalisme allemand [et] la philosophie de la subjectivité telle que Descartes l'avait mise en place ». Par conséquent, la philosophie deviendrait « historienne en déconstruisant les grandes théories du passé ».
Luc Ferry soutient qu'« Au fil des années soixante, quelque part entre Sartre et Foucault déjà, l'image du philosophe s'est dédoublée en France comme jamais dans les siècles passés. D'un côté le professeur, qui n'est pas nécessairement un penseur original, mais avant tout un historien de la philosophie. De l'autre, l'essayiste, « l'intellectuel » qui intervient dans le débat public. Le commentaire d'un côté, l'engagement de l'autre, mais point, là comme ici, de créateur singulier ».
Enfin, « la philosophie moderne semble souvent très « technique », volontiers spécialisée dans des champs particuliers du savoir (l'épistémologie, la philosophie du droit, de l'éthique, de la politique, du langage, l'histoire des idées, etc.), elle est devenue, pour l'essentiel, une discipline scolaire ou universitaire, parmi d'autres ».

## Profils didactiques
Les philosophes se divisent, quant aux idées, en de nombreuses doctrines : rationalisme/empirisme, spiritualisme/matérialisme, dogmatisme/scepticisme/relativisme. Mais, ils se distinguent aussi, au sein du mode de vie philosophique, par leurs profils de penseurs, leurs styles de pédagogues, leurs manières en méthodologie.
- Platon oppose les « Fils de la Terre » aux « Amis des Idées »[40]. Il peut s'agir d'une opposition doctrinale ou des rivalités d'école, mais il s'agit peut-être de tendances à philosopher. Les Fils de la Terre privilégient les corps matériels, ils ne croient qu'en ce qu'ils touchent ; en revanche, les « Amis des Idées » privilégient les essences intelligibles, les normes idéales, ils se fient à la pensée.
- Pascal, dans le traité De l'esprit géométrique et de l'art de persuader (1657), mais également dans les Pensées, distingue « l'esprit de géométrie » de « l'esprit de finesse ». Logiciens et intuitifs. Ces deux voies de connaissance ont leurs règles, inconciliables. « Le cœur a ses raisons que la raison ne connaît point. » Cette phrase ne signifie pas que l’amour obéit à une logique autre que celle du calcul, mais – dans le vocabulaire du XVIIe siècle – que l’intuition métaphysique des principes (le cœur) obéit à des règles différentes de celles de la pensée discursive (la raison). « L'esprit de géométrie », ou « art de persuader », relève de l'entendement, de la pensée discursive, savante. On le trouve en mathématiques. « Cette véritable méthode (…) consisterait en deux choses principales : (…) à définir tous les termes et à prouver toutes les propositions. » Le penseur, avec des principes peu nombreux et évidents, arrive à de nombreuses conclusions. La raison avance lentement, par déduction rigoureuse de conséquences, mais avec des preuves. « L'esprit de finesse », ou « art d'agréer », relève du « sentiment de cœur », au sens d'une intuition métaphysique qui fait croire sans démonstration. On le trouve en littérature et en pédagogie, dans la vie courante. Le penseur alors voit « la chose d'un seul regard », il persuade par éloquence, il ménage l'amour-propre des autres, il s'efforce d'être naturel et de plaire. L'esprit avance par digression, avec un grand nombre de principes subtils. Cette voie s'applique mieux à la religion. « C'est le cœur qui sent Dieu, et non la raison. » On éprouve Dieu, on ne le prouve pas.
- Leibniz distingue deux profils philosophiques : les esprits combinatoires, comme Galilée, et les esprits analytiques, comme Descartes[41] : « Il y a deux méthodes : synthétique, c'est-à-dire par l'art combinatoire, et analytique. L'une et l'autre peuvent montrer l'origine de la découverte, ce n'est donc pas le privilège de l'analyse [comme le soutient Descartes]. La différence est que l'art combinatoire, à partir d'éléments plus simples, dévoile une science (…) ; l'analyse, par contre, réduit le problème proposé à des éléments plus simples »[42].
- Nietzsche oppose « les ouvriers de la philosophie » aux « vrais philosophes ». Les premiers, « dont Kant et Hegel sont les nobles modèles », étudient, déchiffrent, rendent claires « les valeurs établies et créées », « mais les vrais philosophes commandent et font la loi, ils disent : "Il doit en être ainsi" ! »[43].
- William James affirme que « l'histoire de la philosophie est en grande partie celle du heurt entre tempéraments[44]. » L'esprit tendre (tender-minded) est rationaliste, il s'intéresse aux abstractions et aux principes éternels, il suit ou accepte la religion et la métaphysique, il est optimiste, il croit en la volonté libre, il cherche la certitude ; l'esprit dur (tough-minded) apprécie les faits et l'expérience, il est matérialiste et, en général, réductionniste, il est pessimiste et fataliste, il ne trouve que peu de certitude et se contente de la probabilité[45]. Selon lui, il y a deux esprits philosophiques. D'une part, il y a l'esprit tendre qui se base sur les principes et est donc rationaliste. Il est aussi intellectualiste, idéaliste, optimiste, religieux, volontariste, moniste et dogmatique. D'autre part, il y a l'esprit dur qui est tout à fait le contraire puisqu'il prône les faits, faisant de lui un empiriste. Empiriste, mais aussi sensualiste, matérialiste, pessimiste, irréligieux, fataliste, pluraliste et sceptique.

## Culture, société et État

### Culture
Jusqu'au XVIIIe siècle au moins, la plupart des grands philosophes étaient aussi des scientifiques pratiquant plusieurs disciplines. L'ensemble de ces disciplines leur permettait de se construire une représentation de l'univers comportant plusieurs perspectives plus ou moins solidaires : biologique, physique, philosophique, etc.
La valorisation de la connaissance dans la culture occidentale fait que le philosophe est largement considéré, à tort ou à raison, comme le sommet du prestige intellectuel. Mais, ce statut est aussi souvent remis en cause, et cela, pour des raisons qui apparaissent depuis l'Antiquité, comme l'instrumentalisation de la philosophie par des opportunistes, ou parce qu'il arrive qu'il y ait des malentendus sur ce que l'on peut attendre de la philosophie. Ce prestige de la philosophie a aussi souffert du développement du monde moderne, de la professionnalisation de cette discipline, de la massification des études et du fait qu'au XXe siècle de très rares philosophes ont développé des sciences.
Dans le monde moderne, le philosophe peut paraître inutile, d'une part face aux sciences qui prétendent parfois être la source unique de la connaissance, d'autre part face aux idéaux de confort et de bien-être des sociétés démocratiques, idéaux soutenus par la science. L'esprit moderne n'est donc peut-être pas compatible avec la discipline de l'esprit et de la vie exigée par une pratique de la philosophie qui ne semble pas rentable. Bien plus, aux yeux du philosophe, la culture moderne comporte bien des aspects pour le moins douteux. La « substitution » de la philosophie par les sciences à l'époque moderne est en quelque sorte un parricide. La pensée philosophique est, en effet, à l'origine de toute pensée rationnelle en Occident.
Dans la Grèce antique, modèle de modernité à son époque, les gens faisaient systématiquement appel aux mythes, aux opinions pour expliquer les mystères du monde. Ce n'est qu'avec l'arrachement de conscience que constitue la philosophie, l'effort fait pour se dégager du mythe par les philosophes, que la pensée occidentale a pu accéder à un niveau rationnel de réflexion. Elle a ainsi donné naissance à la pensée rationnelle, logique, qui est le substrat nécessaire à toutes autres sciences ultérieures,. Les philosophes encourageaient l'éducation pour établir une société ordonnée sans enlever la liberté du citoyen : « Ce travail toujours difficile, mais toujours agréable est, je pense que, ce qu’avaient à l’esprit les philosophes lorsqu’ils soulignaient l’importance qu’ils accordaient à l’éducation. Ils sentaient que l’éducation est la seule réponse à la question éternellement pressante, à la question politique par excellence, celle de savoir comment concilier un ordre qui ne soit pas oppression avec une liberté qui ne soit pas licence ».
Le philosophe peut donc apparaître soit comme un vestige archaïque de temps révolus, soit au contraire comme un défenseur d'une vie authentique menacée par la rationalisation outrancière des sociétés marchandes et par la dévalorisation que de tels systèmes de consommation font subir aux individus. Ainsi, si la place des philosophes dans la société est un problème soulevé depuis Platon, ce problème est remarquable au XXIe siècle par la force avec laquelle il se pose : il remet en cause la légitimité même de la philosophie.

### Société
Dans un essai, Pierre Riffard a isolé quelques caractéristiques du philosophe, à travers les âges, depuis Thalès jusqu'à Jean-Paul Sartre.
- Exclusion des femmes. Sur les listes officielles des « grands philosophes », il n'y a pratiquement aucune femme ; au début du XXIe siècle, il n'y a que Simone Weil ou Hannah Arendt.
- Expatriation. Plus de 13 % des philosophes sont nés à l'étranger, dans les colonies. Plus de 54 % des philosophes ont vécu à l'étranger : Descartes en Hollande, Hobbes 11 ans en France, etc.
- Acceptation de la langue culturellement dominante. 23 % des « grands philosophes » ont parlé latin (jusqu'en 1889), 21 % grec, 21 % français, 13 % anglais (cette langue devient dominante au XXIe siècle).
- Refus de la religion idéologiquement dominante. Le philosophe commence souvent sa carrière par un conflit avec l'Église ou avec les croyances admises. Les « grands philosophes » sont chrétiens à 51 %, sans religion à 27 % et païens à 19 %.
- Profession. 43,7 % des philosophes furent enseignants, les autres religieux (20,9 %), personnalités politiques (9,3 %), sans profession (4,9 %), médecins (4 %), avocats ou juristes (3,1 %), éditeurs ou journalistes (3,1 %), aucun ou presque artisan (Henry Thoreau), paysan (Gustave Thibon) ou marin (Michel Serres).
- Orphelins. 68 % des grands philosophes sont orphelins à cinq ans.
- Pas de précocité. En moyenne statistique, la première œuvre est publiée à 27 ans, l'œuvre maîtresse à 42 ans.
- La démence est rarissime, sans incidence sur la pensée, car elle est passagère (maniaco-dépression d'Auguste Comte) ou survient en fin d'existence (paranoïa de persécution de Rousseau, méningo-encéphalite syphilitique de Nietzsche).

### Politique
Le philosophe est parfois nommé à un poste politique important, et certains deviennent « conseiller du Prince ».
Dans la Grèce antique, plusieurs philosophes se sont occupés activement et pratiquement de politique, pas seulement dans leurs livres :
- Thalès « ordonna aux Ioniens d'établir » une fédération contre les Perses.
- Pythagore a fondé un parti aristocratique à Crotone, en Italie, massacré en -510 par une partie de la population de Crotone ;
- Archytas de Tarente, le pythagoricien, fut élu commandant en chef à Tarente (en -367) ;
- Apollonios de Tyane conseilla Vespasien.
- Parménide « donna des lois à ses concitoyens »[réf. nécessaire].
- Platon partit trois fois en Sicile, à ses dépens, conseiller Denys Ier de Syracuse, puis Denys II[50].
- Aristote, qui éduqua le futur Alexandre le Grand, conseilla un moment Hermias, tyran d'Atarnée et d'Assos. Jerphagnon cite les stoïciens[51] :
- Athénodore auprès d'Auguste,
- Chérémon d'Alexandrie et Sénèque précepteurs de Néron,
- Dion de Pruse dans l'entourage de Trajan,
- pour former Marc Aurèle « pas moins de cinq stoïciens ».

Enfin,
- Marc Aurèle fut à la fois philosophe et empereur (en 161).
- Musonius Rufus, le cynique, conseillait Vespasien (en 70).

Du côté des néo-platoniciens, on peut rappeler que :
- Plotin eut une influence sur l'empereur Gallien ;
- Julia Domna (en 187), philosophe, était l'épouse de Septime Sévère et devint ainsi impératrice ;
- Julien fut philosophe et empereur romain (en 361).

À Byzance,
- Psellos, avec le titre officiel de « consul des philosophes », est le conseiller de plusieurs empereurs

Dans les temps modernes, on voit :
- Thomas More comme Lord Chancelier auprès d'Henry VIII (1529-1532),
- Montaigne fut maire de Bordeaux (1581-1585),
- Locke auprès de Guillaume III d'Orange,
- Voltaire, auprès du roi de Prusse Frédéric II (1750-1753),
- Diderot, auprès de l'impératrice de Russie Catherine II (1762),
- Maine de Biran conseiller d'État sous Louis XVIII (en 1816),
- Alexis de Tocqueville fut ministre (1849) et député (1839-1851) sous la monarchie de Juillet et la deuxième république,
- Pierre-Joseph Proudhon fut député en France (1848-1849),
- Victor Cousin membre du Conseil de l'Instruction publique (en 1830),
- Gioberti auprès du roi Charles-Albert de Piémont-Sardaigne (1848),
- Lukacs membre du comité central du Parti communiste hongrois dans un gouvernement insurrectionnel (en 1956).
- Bergson fut missionné en 1917 et en 1918 par le gouvernement français pour accélérer l'intervention des États-Unis dans la Première Guerre mondiale[52].
- Jacques Derrida va influencer la « Commission de Philosophie et d'Épistémologie », créée en 1988 par le Ministère de l'Éducation nationale
- Luc Ferry a été membre (ministre de l'Éducation nationale) d'un gouvernement Chirac[53].

## Critiques
Pierre Thuillier écrivit contre les philosophes professionnels un pamphlet nommé Socrate fonctionnaire, essai contre l'enseignement de la philosophie à l'université. Perçu lors de sa sortie comme un suicide professionnel, l'ouvrage rencontra cependant le succès.

### Études
(par ordre alphabétique)
- Emmanuelle Delrieu, L'art d'aimer la philosophie (1995), Le sérieux (1997), les archives universitaires, Paris.
- Roger-Pol Droit, 101 expériences de philosophie quotidienne, Éditions Odile Jacob, 2001, 263 p.
- Vincent Descombes, Philosophie par gros temps, Éditions de Minuit, 1989, 187 p.
- Monique Dixsaut, Le naturel philosophe. Essai sur les dialogues de Platon (1985), Vrin, 2001, 423 p.
- Nicholas Fearn, Zénon et la tortue. Apprendre à penser comme un philosophe (2001), trad. de l'anglais, Éditions Bréal, 2003, 223 p.
- Jostein Gaarder, Le monde de Sophie (1995), trad. du norvégien, Seuil, 1998, 557 p.
- Paul Janet et Gabriel Séailles, Histoire de la philosophie. Les problèmes et les écoles (1886), Delagrave, 1932, p. 1-24 : Le problème philosophique.
- Lucien Jerphagnon, Au bonheur des sages, Desclée de Brouwer, 2004, 334 p.
- R. Joly, Le thème philosophique des genres de vie dans l'Antiquité classique, Bruxelles, 1956.
- Pierre Riffard, Les philosophes : vie intime, PUF, Perspectives critiques, 2004, 287 p.
- André Sernin, Alain. Un sage dans la cité, Robert Laffont, Biographies sans masque, 1985, 479 p.

### Bande dessinée
- La planète des sages - Encyclopédie mondiale des philosophes et des philosophies, du philosophe Charles Pépin, en collaboration avec Jul, Dargaud, 2011,  (ISBN 978-2205-06852-8)